# Rinorea decora
Rinorea decora är en violväxtart som beskrevs av Melch.. Rinorea decora ingår i släktet Rinorea och familjen violväxter. Inga underarter finns listade i Catalogue of Life.